# Judy Guinness
Heather Seymour Judy Guinness Penn-Hughes (14. august 1910 i Dublin – 24. oktober 1952) var en britisk fægter som deltog i de olympiske lege 1932 i Los Angeles.
Guinness vandt en sølvmedalje i fægtning under 1932 i Los Angeles. Hun kom på en andenplads i disciplinen fleuret for kvinder efter  Ellen Preis fra Østrig.